# Верхнеландеховский район
Верхнела́ндеховский район — административно-территориальная единица (район) и муниципальное образование (муниципальный район) на юго-востоке Ивановской области России.
Административный центр — посёлок городского типа Верхний Ландех.

## География
Район расположен в юго-восточной части Ивановской области. Граничит с Пестяковским и Палехским районами на юге, с Лухским районом на севере, с Пучежским районом на востоке, а также с Чкаловским районом Нижегородской области.
Площадь района — 626,14 км². Территория в основном занята лесными массивами, в которых обитают лоси, кабаны, волки, лисы и зайцы. Болота богаты клюквой и гонобобелем.
С севера на юг по границе района течёт река Лух с притоками Люлех, Таех, Тюлех и Ландех. В реках водятся лещ, щука, окунь и плотва. В районе нет крупных водных магистралей и железных дорог. Расстояние до областного центра Иваново — 115 км, до ближайшей железнодорожной станции в городе Шуя — 80 км. Через район проходят две автомобильные дороги регионального значения: Иваново — Нижний Новгород и Иваново — Пучеж.

### Природные памятники
- Ревякинский валун — ледниковый валун, расположенный недалеко от деревни Ревякино. Является одним из крупнейших на территории Ивановской области[3].
- Павлигинское поле — место массового осеннего слёта журавлей перед миграцией[3].

## История
Название ряда географических объектов в районе (Ландех, Палех, Люлех) свидетельствует о первоначальном заселении этих земель финно-угорскими племенами, в частности мерей.
Первое документальное упоминание о Верхнем Ландехе относится к 1621 году. Согласно жалованной грамоте царя Михаила Фёдоровича, эти земли были дарованы князю Д. М. Пожарскому за его заслуги в освобождении Москвы от польских интервентов в 1612 году. В грамоте говорилось:

Верхний Ландех на реке Невра, в селе церковь Вознесения Господня, Илии Пророка, Николая Чудотворца, 45 деревень, 22 починка, 23 пустоши дарованы Д. М. Пожарскому за разгром поляков.

В разное время земли современного района входили в состав Ростово-Суздальского, Владимиро-Суздальского, Суздальско-Нижегородского и Московского княжеств. Впоследствии ими владели известные дворянские роды: Долгоруковы, Вяземские, Волконские, Голицыны, Орловы, а также видные государственные деятели Г. А. Потёмкин и И. И. Шувалов. С 1755 года эти территории вошли в Гороховецкий уезд Владимирской губернии.
10 июня 1929 года постановлением ВЦИК был образован Ландеховский район с центром в селе Верхний Ландех в составе Шуйского округа. В него вошли 40 сельсоветов.
30 августа 1931 года центр района был перенесён в село Пестяки, а район переименован в Пестяковский.
27 марта 1946 года за счёт разукрупнения Пестяковского района был вновь образован Верхнеландеховский район с центром в селе Верхний Ландех. 8 апреля 1960 года район был ликвидирован, а его территория снова вошла в состав Пестяковского района.

### В годы Великой Отечественной войны
Накануне войны территория современного Верхнеландеховского района входила в состав Пестяковского района. С первых дней войны более 4000 жителей ушли на фронт, что составляло каждого пятого жителя. Почти половина из них не вернулась. Ивановская область, будучи тыловой, стала прифронтовой: на границе района рыли противотанковые рвы по берегу реки Лух для защиты от возможных прорывов в сторону города Горький.
Основной труд в тылу лёг на плечи женщин, стариков и детей. Они работали в 85 колхозах района, увеличив посевные площади на 1708 гектаров. Местных трактористок, заменивших ушедших на фронт мужчин, как, например, 15-летняя Анна Волкова, ставили в пример за перевыполнение норм. Жители собирали урожай, выполняли госпоставки по молоку, овощам и фруктам. За доблестный труд в годы войны 767 тружеников района были награждены медалями.
Промышленные предприятия были переведены на выпуск продукции для фронта. Мытский льнозавод снабжал текстильные предприятия волокном, а строчевышивальные артели шили нательное бельё для солдат, выполнив план за 1941—1944 годы на 200%. Жители активно участвовали в поддержке армии: было собрано 1,6 млн рублей на строительство танковой колонны «Ивановский колхозник», отправлено на фронт более 2000 тёплых вещей и 625 пар валенок. В 1943 году была оказана помощь освобождённым районам Смоленской области — туда отправили домашний скот.
10 декабря 1942 года в селе Мыт был открыт детский дом для детей, эвакуированных из Ленинграда, Москвы, Харькова и других городов. Он разместился в здании бывшего кредитного товарищества и за годы своего существования (до 1952 года) принял 320 детей.

### Восстановление и развитие в 1980-е — 1990-е годы
4 мая 1983 года указом Президиума Верховного Совета РСФСР Верхнеландеховский район был восстановлен за счёт части территории Пестяковского района, официально образование района закреплено 23 мая 1983 года. Первым председателем исполнительного комитета районного Совета народных депутатов был избран Сергей Васильевич Грязнов, первым секретарём райкома КПСС — Юрий Васильевич Клементьев.
Сразу началось формирование инфраструктуры: в декабре 1983 года была создана редакция районной газеты «Сельские зори», открыт районный узел почтовой связи, отдел статистики, РайПО. В 1986—1989 годах были созданы ремонтно-технические, агрохимические и дорожно-строительные предприятия (ДРСУ). Были сформированы ключевые отделы и управления исполкома: социального обеспечения, сельского хозяйства, культуры, народного образования, здравоохранения и ЗАГС. 9 сентября 1985 года районный центр — село Верхний Ландех — был отнесён к категории рабочих посёлков. К 1989 году численность населения района составляла 6958 человек.
26 декабря 1991 года полномочия исполнительного комитета были прекращены. 1 января 1992 года была создана администрация Верхнеландеховского района. Первым главой администрации был назначен Николай Васильевич Жуков, который возглавлял район до мая 2018 года.
В 2005 году в рамках организации местного самоуправления был образован муниципальный район.

## Население
| 1959   | 1979  | 1989  | 2002  | 2009  | 2010  | 2011  | 2012  | 2013  |
| ------ | ----- | ----- | ----- | ----- | ----- | ----- | ----- | ----- |
| 11 850 | ↘7452 | ↘6958 | ↘5631 | ↘5010 | ↗5348 | ↘5328 | ↘5215 | ↘5155 |
| 2014   | 2015  | 2016  | 2017  | 2018  | 2019  | 2020  | 2021  |       |
| ↘5042  | ↘4918 | ↘4761 | ↘4590 | ↘4422 | ↘4339 | ↘4236 | ↘4149 |       |

### Урбанизация
Городское население (пгт Верхний Ландех) составляет 39,36% населения района.

### Национальный состав
По итогам переписи населения 2020 года проживали следующие национальности (национальности менее 0,1% и другое, см. в сноске к строке «Другие»):
| Национальность | Численность, чел. | Доля    |
| -------------- | ----------------- | ------- |
| Русские        | 3907              | 94,17%  |
| Киргизы        | 58                | 1,40%   |
| Аварцы         | 42                | 1,01%   |
| Казахи         | 29                | 0,70%   |
| Украинцы       | 9                 | 0,22%   |
| Даргинцы       | 5                 | 0,12%   |
| Другие         | 99                | 2,38%   |
| Итого          | 4149              | 100,00% |

## Муниципально-территориальное устройство
В муниципальный район входят 4 муниципальных образования, в том числе 1 городское и 3 сельских поселения.
| № | Муниципальное образование              | Административный центр | Количество населённых пунктов | Население (чел.) | Площадь (км²) |
| - | -------------------------------------- | ---------------------- | ----------------------------- | ---------------- | ------------- |
| 1 | Верхнеландеховское городское поселение | пгт Верхний Ландех     | 31                            | ↘2078            | 99,69         |
| 2 | Кромское сельское поселение            | село Кромы             | 39                            | ↘431             | 167,36        |
| 3 | Мытское сельское поселение             | село Мыт               | 32                            | ↘1195            | 207,32        |
| 4 | Симаковское сельское поселение         | деревня Симаково       | 23                            | ↗445             | 151,77        |

## Населённые пункты
В Верхнеландеховском районе 125 населённых пунктов, в том числе 1 городской (пгт) и 124 сельских.
| №   | Населённый пункт   | Тип     | Население | Муниципальное образование              |
| --- | ------------------ | ------- | --------- | -------------------------------------- |
| 1   | Абросово           | деревня | ↘14       | Кромское сельское поселение            |
| 2   | Агафониха          | деревня | ↘2        | Симаковское сельское поселение         |
| 3   | Аксёново           | деревня | ↘11       | Симаковское сельское поселение         |
| 4   | Андроково          | деревня | ↘4        | Симаковское сельское поселение         |
| 5   | Баженово           | деревня | ↘20       | Симаковское сельское поселение         |
| 6   | Бараново           | село    | ↗83       | Кромское сельское поселение            |
| 7   | Батраково          | деревня | ↘0        | Кромское сельское поселение            |
| 8   | Бахаевская         | деревня | ↘0        | Кромское сельское поселение            |
| 9   | Бортное Большое    | деревня | ↘21       | Симаковское сельское поселение         |
| 10  | Брусово Большое    | деревня | ↘20       | Кромское сельское поселение            |
| 11  | Ванино             | деревня | ↘10       | Мытское сельское поселение             |
| 12  | Верхний Ландех     | пгт     | ↘1633     | Верхнеландеховское городское поселение |
| 13  | Вершиниха          | деревня | ↘9        | Мытское сельское поселение             |
| 14  | Вислецы            | деревня | ↘1        | Симаковское сельское поселение         |
| 15  | Войново            | деревня | ↘0        | Мытское сельское поселение             |
| 16  | Воробьёво          | деревня | ↘1        | Симаковское сельское поселение         |
| 17  | Высоково           | деревня | ↘6        | Кромское сельское поселение            |
| 18  | Высоково           | деревня | ↘2        | Мытское сельское поселение             |
| 19  | Гаринская          | деревня | ↘0        | Верхнеландеховское городское поселение |
| 20  | Гоголи             | деревня | ↘7        | Мытское сельское поселение             |
| 21  | Гончаково          | деревня | ↘0        | Кромское сельское поселение            |
| 22  | Горбуново          | деревня | ↘0        | Симаковское сельское поселение         |
| 23  | Гороховка          | деревня | ↘0        | Верхнеландеховское городское поселение |
| 24  | Грузденик          | деревня | ↘5        | Мытское сельское поселение             |
| 25  | Данилово           | деревня | ↘19       | Верхнеландеховское городское поселение |
| 26  | Дарьино            | деревня | ↘5        | Мытское сельское поселение             |
| 27  | Детково            | деревня | ↘9        | Кромское сельское поселение            |
| 28  | Доново             | деревня | ↘5        | Мытское сельское поселение             |
| 29  | Душино             | деревня | ↘1        | Кромское сельское поселение            |
| 30  | Елшино             | деревня | ↘1        | Симаковское сельское поселение         |
| 31  | Ерово              | деревня | ↘0        | Мытское сельское поселение             |
| 32  | Ефремово           | деревня | 19        | Кромское сельское поселение            |
| 33  | Жерноково          | деревня | ↘10       | Кромское сельское поселение            |
| 34  | Заглупанье         | деревня | ↘5        | Симаковское сельское поселение         |
| 35  | Задняя             | деревня | ↘11       | Мытское сельское поселение             |
| 36  | Закурино           | деревня | ↘2        | Кромское сельское поселение            |
| 37  | Засека             | деревня | ↗165      | Симаковское сельское поселение         |
| 38  | Затеиха            | деревня | ↘0        | Верхнеландеховское городское поселение |
| 39  | Затюлех            | деревня | ↘0        | Мытское сельское поселение             |
| 40  | Зенино             | деревня | ↘6        | Верхнеландеховское городское поселение |
| 41  | Зубята             | деревня | ↘22       | Верхнеландеховское городское поселение |
| 42  | Иваньково          | деревня | ↘21       | Мытское сельское поселение             |
| 43  | Игнатовка          | деревня | ↘2        | Мытское сельское поселение             |
| 44  | Исаково            | деревня | ↘5        | Мытское сельское поселение             |
| 45  | Казарята           | деревня | ↘1        | Симаковское сельское поселение         |
| 46  | Каменки            | деревня | ↘0        | Кромское сельское поселение            |
| 47  | Кандрово           | деревня | ↘0        | Симаковское сельское поселение         |
| 48  | Кашарята           | деревня | ↘37       | Верхнеландеховское городское поселение |
| 49  | Кашино             | деревня | ↘0        | Мытское сельское поселение             |
| 50  | Кислята            | деревня | ↘27       | Верхнеландеховское городское поселение |
| 51  | Князьково          | деревня | ↘42       | Мытское сельское поселение             |
| 52  | Кобелята           | деревня | ↘2        | Мытское сельское поселение             |
| 53  | Козицыно           | деревня | ↘18       | Мытское сельское поселение             |
| 54  | Коканино           | деревня | ↘0        | Симаковское сельское поселение         |
| 55  | Кормушино          | деревня | ↘0        | Верхнеландеховское городское поселение |
| 56  | Косиково           | деревня | ↘40       | Верхнеландеховское городское поселение |
| 57  | Кочино             | деревня | ↘0        | Кромское сельское поселение            |
| 58  | Криковская         | деревня | ↘29       | Мытское сельское поселение             |
| 59  | Кромы              | село    | ↗200      | Кромское сельское поселение            |
| 60  | Крутовская         | деревня | ↘19       | Симаковское сельское поселение         |
| 61  | Крутые             | деревня | ↘19       | Верхнеландеховское городское поселение |
| 62  | Курилово           | деревня | ↘0        | Симаковское сельское поселение         |
| 63  | Лыково             | деревня | ↘9        | Кромское сельское поселение            |
| 64  | Маклаково          | деревня | ↘32       | Кромское сельское поселение            |
| 65  | Макунино           | деревня | ↘3        | Кромское сельское поселение            |
| 66  | Малахово           | деревня | ↘0        | Мытское сельское поселение             |
| 67  | Малышиха           | деревня | ↘2        | Верхнеландеховское городское поселение |
| 68  | Мальнинская        | деревня | ↘26       | Кромское сельское поселение            |
| 69  | Мальяново          | деревня | ↘0        | Верхнеландеховское городское поселение |
| 70  | Марково            | деревня | ↘15       | Симаковское сельское поселение         |
| 71  | Мартыново          | деревня | ↘0        | Мытское сельское поселение             |
| 72  | Марьино            | деревня | ↘54       | Кромское сельское поселение            |
| 73  | Медвежье           | деревня | ↘2        | Верхнеландеховское городское поселение |
| 74  | Мишино             | деревня | ↘3        | Мытское сельское поселение             |
| 75  | Молябуха Большая   | деревня | ↘0        | Кромское сельское поселение            |
| 76  | Мошково            | деревня | 8         | Кромское сельское поселение            |
| 77  | Муромка Малая      | деревня | ↘0        | Мытское сельское поселение             |
| 78  | Мутовино           | деревня | ↘8        | Верхнеландеховское городское поселение |
| 79  | Мыт                | село    | ↗1121     | Мытское сельское поселение             |
| 80  | Нёвра              | деревня | ↘0        | Кромское сельское поселение            |
| 81  | Обухово            | деревня | ↘0        | Кромское сельское поселение            |
| 82  | Осино              | деревня | ↘3        | Верхнеландеховское городское поселение |
| 83  | Осиново            | деревня | ↘22       | Кромское сельское поселение            |
| 84  | Осоки              | деревня | ↘20       | Кромское сельское поселение            |
| 85  | Остров             | деревня | ↘1        | Кромское сельское поселение            |
| 86  | Павлигино          | деревня | ↘0        | Кромское сельское поселение            |
| 87  | Паршуково          | деревня | ↘18       | Мытское сельское поселение             |
| 88  | Перепелино         | деревня | ↘34       | Верхнеландеховское городское поселение |
| 89  | Перлево            | деревня | ↘2        | Кромское сельское поселение            |
| 90  | Петелино           | деревня | ↘0        | Кромское сельское поселение            |
| 91  | Петрово            | деревня | ↘6        | Кромское сельское поселение            |
| 92  | Плоскирята         | деревня | ↘10       | Верхнеландеховское городское поселение |
| 93  | Погорелка          | деревня | ↘5        | Верхнеландеховское городское поселение |
| 94  | Пожастино          | деревня | ↘4        | Верхнеландеховское городское поселение |
| 95  | Поневерье          | деревня | ↘0        | Кромское сельское поселение            |
| 96  | Проселки           | деревня | ↘16       | Верхнеландеховское городское поселение |
| 97  | Рубцово            | деревня | ↘0        | Кромское сельское поселение            |
| 98  | Сахарово           | деревня | ↘0        | Мытское сельское поселение             |
| 99  | Серково            | деревня | ↘36       | Мытское сельское поселение             |
| 100 | Симаково           | деревня | ↗284      | Симаковское сельское поселение         |
| 101 | Симанята           | деревня | ↘3        | Верхнеландеховское городское поселение |
| 102 | Слобода            | деревня | ↘0        | Симаковское сельское поселение         |
| 103 | Сметанино          | деревня | ↘9        | Симаковское сельское поселение         |
| 104 | Соловьёво          | деревня | ↘0        | Кромское сельское поселение            |
| 105 | Солодихино         | деревня | ↘10       | Симаковское сельское поселение         |
| 106 | Старая             | деревня | ↘4        | Верхнеландеховское городское поселение |
| 107 | Старая Даниловская | деревня | 0         | Верхнеландеховское городское поселение |
| 108 | Старилово          | деревня | ↗226      | Мытское сельское поселение             |
| 109 | Татьяниха          | деревня | ↘22       | Верхнеландеховское городское поселение |
| 110 | Терешата           | деревня | ↘0        | Мытское сельское поселение             |
| 111 | Тимошинская        | деревня | ↘0        | Кромское сельское поселение            |
| 112 | Токарево           | деревня | ↗216      | Верхнеландеховское городское поселение |
| 113 | Тронино            | деревня | ↘0        | Симаковское сельское поселение         |
| 114 | Филатово           | деревня | ↘6        | Кромское сельское поселение            |
| 115 | Хмелино            | деревня | ↘9        | Мытское сельское поселение             |
| 116 | Хромцово           | деревня | ↘3        | Симаковское сельское поселение         |
| 117 | Худяково           | деревня | ↘6        | Верхнеландеховское городское поселение |
| 118 | Царенково          | деревня | ↘2        | Верхнеландеховское городское поселение |
| 119 | Чихачево           | деревня | ↘37       | Мытское сельское поселение             |
| 120 | Чурилки            | деревня | ↘4        | Кромское сельское поселение            |
| 121 | Шатуново           | деревня | ↘47       | Кромское сельское поселение            |
| 122 | Шашино             | деревня | ↘0        | Кромское сельское поселение            |
| 123 | Юрино              | деревня | ↘1        | Мытское сельское поселение             |
| 124 | Язвицы             | деревня | ↘0        | Верхнеландеховское городское поселение |
| 125 | Якутино            | деревня | ↘14       | Верхнеландеховское городское поселение |

## Экономика
Основу экономики района составляют сельское хозяйство и традиционные народные промыслы. Район специализируется на производстве молока, мяса и зерна.
С конца XIX века Верхний Ландех стал одним из центров строчевышивального промысла. Его развитие связано с именами предпринимателей Николая Люблинского и уроженца Верхнего Ландеха Николая Елисеева. Местные изделия — скатерти, салфетки, постельное бельё — продавались на Нижегородской ярмарке, в магазинах Москвы и Санкт-Петербурга. Промысел получил международное признание: в 1893 году изделия были награждены бронзовой медалью на Всемирной выставке в Чикаго, а в 1896 году — на Всероссийской выставке в Нижнем Новгороде.
После революции промысел был возрождён в 1921 году с созданием артели. В советское время на базе артели была создана строчевышивальная фабрика, которая в 1990-е годы была преобразована в ОАО «Велас». Предприятие продолжает выпускать изделия из льна.
В конце 1980-х годов экономическую основу района составляли Верхнеландеховская строчевышивальная фабрика, Мытский льнозавод, Верхнеландеховская ПМК №2, а также колхозы и совхозы, среди которых были совхоз «Победа», колхоз им. 1 Мая, «Восход», «Дружба», «Путь Ильича», им. 21 партсъезда.
Также в районе действуют предприятия дорожно-строительной отрасли и малый бизнес. ЗАО «Мытский льнозавод», ранее занимавшийся переработкой льна, был ликвидирован.

## Социальная сфера
На территории района имеется 13 муниципальных учреждений образования с количеством учителей и воспитателей 113 чел., 32 учреждения культуры со штатом 97 человек, Центральная районная больница со стационаром на 60 коек, 3 аптеки и 10 фельдшерско-акушерских пунктов.

## Персоналии
- Космодемьянский А. А. (1909—1988) — доктор физико-математических наук, член-корреспондент Академии наук СССР.
- Сизов Н. Т. — писатель, первый заместитель председателя Госкино СССР.
- Андрианов К. А. — заслуженный художник РСФСР.
- Малыгин И. В. — один из 26 бакинских комиссаров.

В Великой Отечественной войне участвовало более 4000 жителей района. Двое верхнеландеховцев были удостоены звания Героя Советского Союза: Сергей Семёнович Киселёв и Вячеслав Фёдорович Затылков. Григорий Васильевич Уткин, уроженец деревни Брусово, стал полным кавалером ордена Славы. Всего за годы войны боевыми наградами были отмечены 864 уроженца района, в том числе 93 — орденами.

## Достопримечательности
В посёлке Верхний Ландех сохранились постройки XIX века: торгово-складские палатки, дома купцов Елисеева, Люблинского, Рыжова, Горлина. Центральное место занимает храмовый комплекс, включающий ансамбль Никольской (1863) и Вознесенской (1731) церквей. Также действует отреставрированная Петропавловская церковь (1780).
На территории района расположены и другие значимые храмы:
- В селе Мыт — Казанский собор (1795), Вознесенский (1801), Никольский (1817) и Всехсвятский (1814) храмы.
- В деревне Чихачево — Свято-Никольский монастырь (основан в 1995 году на месте храма 1813 года постройки).
- В селе Кромы — каменный храм во имя Святого Духа (1834).
- В селе Симаково — Казанский храм (1883)[3].